# Női snowboard slopestyle a 2014. évi téli olimpiai játékokon
A 2014. évi téli olimpiai játékokon a snowboard női slopestyle versenyszámát február 6-án és 9-én rendezték a Rosa Hutor alpesi síközpontban, Krasznaja Poljanában. Az aranyérmet az amerikai Jamie Anderson nyerte. A versenyszámban nem vett részt magyar versenyző.
Ez a versenyszám először szerepelt a téli olimpiai játékok programjában.

## Eseménynaptár
Az időpontok moszkvai idő szerint (UTC+4), zárójelben magyar idő szerint (UTC+1) olvashatóak.
| Forduló   | Időpont                   |
| --------- | ------------------------- |
| Selejtező | február 6., 14:00 (11:00) |
| Elődöntő  | február 9., 10:30 (9:30)  |
| Döntő     | február 9., 13:15 (10:15) |

## Eredmények
A selejtező két futamából az első négy helyezett közvetlenül a döntőbe jutott. A többiek az elődöntőbe kerültek. Az elődöntőből az első négy jutott a döntőbe. Valamennyi szakaszban két futamot rendeztek, a két futam közül a versenyzők jobb eredményeit vették figyelembe a rangsorolásnál. A jobb eredmények vastag betűvel szerepelnek. A rövidítések jelentése a következő:
- QF: a döntőbe jutott
- QS: az elődöntőbe jutott

### Selejtező
| Hely.    | R        | Versenyző        | Nemzet                 | 1. futam | 2. futam   | Mj       |
| 1. futam | 1. futam | 1. futam         | 1. futam               | 1. futam | 1. futam   | 1. futam |
| -------- | -------- | ---------------- | ---------------------- | -------- | ---------- | -------- |
| 1.       | 5        | Isabel Derungs   | Svájc (SUI)            | 82,50    | 87,50      | QF       |
| 2.       | 11       | Torah Bright     | Ausztrália (AUS)       | 85,25    | 80,00      | QF       |
| 3.       | 4        | Spencer O'Brien  | Kanada (CAN)           | 82,75    | 65,00      | QF       |
| 4.       | 8        | Enni Rukajärvi   | Finnország (FIN)       | 79,00    | 23,75      | QF       |
| 5.       | 1        | Jenny Jones      | Nagy-Britannia (GBR)   | 74,25    | 21,75      | QS       |
| 6.       | 10       | Rebecca Torr     | Új-Zéland (NZL)        | 70,75    | 33,75      | QS       |
| 7.       | 6        | Christy Prior    | Új-Zéland (NZL)        | 67,50    | 70,50      | QS       |
| 8.       | 9        | Stefi Luxton     | Új-Zéland (NZL)        | 59,75    | 34,25      | QS       |
| 9.       | 3        | Sina Candrian    | Svájc (SUI)            | 58,25    | 36,50      | QS       |
| 10.      | 7        | Aimee Fuller     | Nagy-Britannia (GBR)   | 44,50    | 39,00      | QS       |
| 11.      | 12       | Shelly Gotlieb   | Új-Zéland (NZL)        | 18,00    | 30,75      | QS       |
| 12.      | 2        | Kjersti Buaas    | Norvégia (NOR)         | 12,50    | 17,75      | QS       |
| 2. futam |          |                  |                        |          |            |          |
| 1.       | 14       | Anna Gasser      | Ausztria (AUT)         | 89,50    | 95,50      | QF       |
| 2.       | 18       | Jamie Anderson   | Egyesült Államok (USA) | 93,50    | nem indult | QF       |
| 3.       | 20       | Elena Koenz      | Svájc (SUI)            | 86,25    | 38,00      | QF       |
| 4.       | 22       | Karly Shorr      | Egyesült Államok (USA) | 45,00    | 84,75      | QF       |
| 5.       | 17       | Šárka Pančochová | Csehország (CZE)       | 77,75    | 33,75      | QS       |
| 6.       | 16       | Jenna Blasman    | Kanada (CAN)           | 60,25    | 51,50      | QS       |
| 7.       | 23       | Jessika Jenson   | Egyesült Államok (USA) | 34,00    | 58,50      | QS       |
| 8.       | 15       | Silje Norendal   | Norvégia (NOR)         | 31,00    | 39,00      | QS       |
| 9.       | 19       | Cheryl Maas      | Hollandia (NED)        | 18,00    | 31,25      | QS       |
| 10.      | 21       | Merika Enne      | Finnország (FIN)       | 17,00    | nem indult | QS       |
| 11.      | 13       | Ty Walker        | Egyesült Államok (USA) | 1,00     | nem indult | QS       |

### Elődöntő
| Hely. | R  | Versenyző        | Nemzet                 | 1. futam   | 2. futam | Mj |
| ----- | -- | ---------------- | ---------------------- | ---------- | -------- | -- |
| 1.    | 17 | Šárka Pančochová | Csehország (CZE)       | 90,50      | 22,50    | QF |
| 2.    | 3  | Sina Candrian    | Svájc (SUI)            | 84,25      | 81,50    | QF |
| 3.    | 1  | Jenny Jones      | Nagy-Britannia (GBR)   | 82,25      | 83,25    | QF |
| 4.    | 15 | Silje Norendal   | Norvégia (NOR)         | 16,75      | 78,75    | QF |
| 5.    | 23 | Jessika Jenson   | Egyesült Államok (USA) | 72,00      | 50,50    |    |
| 6.    | 13 | Ty Walker        | Egyesült Államok (USA) | 66,00      | 43,75    |    |
| 7.    | 12 | Shelly Gotlieb   | Új-Zéland (NZL)        | 63,25      | 33,75    |    |
| 8.    | 9  | Stefi Luxton     | Új-Zéland (NZL)        | 18,25      | 60,25    |    |
| 9.    | 7  | Aimee Fuller     | Nagy-Britannia (GBR)   | 33,75      | 37,50    |    |
| 10.   | 10 | Rebecca Torr     | Új-Zéland (NZL)        | 27,25      | 32,50    |    |
| 11.   | 16 | Jenna Blasman    | Kanada (CAN)           | 32,25      | 10,50    |    |
| 12.   | 19 | Cheryl Maas      | Hollandia (NED)        | 30,75      | 14,75    |    |
| –     | 6  | Christy Prior    | Új-Zéland (NZL)        | nem indult |          |    |
| –     | 2  | Kjersti Buaas    | Norvégia (NOR)         | nem indult |          |    |
| –     | 21 | Merika Enne      | Finnország (FIN)       | nem indult |          |    |

### Döntő
| Helyezés | R  | Versenyző        | Nemzet                 | 1. futam | 2. futam |
| -------- | -- | ---------------- | ---------------------- | -------- | -------- |
| Arany    | 18 | Jamie Anderson   | Egyesült Államok (USA) | 80,75    | 95,25    |
| Ezüst    | 8  | Enni Rukajärvi   | Finnország (FIN)       | 73,75    | 92,50    |
| Bronz    | 1  | Jenny Jones      | Nagy-Britannia (GBR)   | 73,00    | 87,25    |
| 4.       | 3  | Sina Candrian    | Svájc (SUI)            | 77,25    | 87,00    |
| 5.       | 17 | Šárka Pančochová | Csehország (CZE)       | 86,25    | 20,00    |
| 6.       | 22 | Karly Shorr      | Egyesült Államok (USA) | 39,00    | 75,00    |
| 7.       | 11 | Torah Bright     | Ausztrália (AUS)       | 64,75    | 66,25    |
| 8.       | 5  | Isabel Derungs   | Svájc (SUI)            | 58,50    | 15,25    |
| 9.       | 20 | Elena Könz       | Svájc (SUI)            | 24,50    | 54,50    |
| 10.      | 14 | Anna Gasser      | Ausztria (AUT)         | 49,00    | 51,75    |
| 11.      | 15 | Silje Norendal   | Norvégia (NOR)         | 49,50    | 32,00    |
| 12.      | 4  | Spencer O’Brien  | Kanada (CAN)           | 30,00    | 35,00    |